# Дебелий мисик
45°35′27″ пн. ш. 13°42′37″ сх. д. / 45.59096111° пн. ш. 13.71017222° сх. д.
Дебелий Мисик, також Дебелі Ртіч (словен. Debeli rtič, італ. Punta Grossa) — це мис у північній частині Адріатичного моря на кордоні між Словенією та Італією. Він розташований на північний захід від словенського поселення Анкаран, і на захід від італійського міста Муджа у словенській частині півострова Істрія.
З 1955 року виноградники каберне належать виноробні Vinakoper Копер.
З 1991 року частина мису з прилеглою морською акваторією є пам'яткою природи. Під захистом знаходиться близько восьмисот метрів узбережжя в крайній західній частині півострова, що включає в себе край і стіни скель (флішові кліфи висотою від 12 до 21 метра), тераси біля підніжжя скель, і пояс акваторії шириною двісті метрів прибережних вод.